# Xichang
Xichang (kinesisk: 西昌. pinyin: Xīchāng) er et bydistrikt i det autonome præfektur Liangshan i provinsen Sichuan i Folkerepublikken Kina. 

## Geografi
Xichang ligger i det sydvestlige Kina, i den sydlige del af Sichuan. Byen ligger nordøst for bypræfekturet Panzhihua. Floden Anling, som er en biflod til Jinsha, som er den store  flod  Yangtzes øvre løb, er hovedfloden i området. Xichang er hovedsageligt et bjergrigt område, især den vestlige del
Xichang satellitopsendelsescenter ligger 64 km nord for byen. 
Bydistriktet har et areal på 2.655 km2 , og en befolkning på 600.000 mennesker  (2007).

## Trafik
Kinas rigsvej 108 løber gennem området. Den begynder i Beijing og fører via Taiyuan, Xi'an og Chengdu mod syd  til Kunming i den sydvestlige provins Yunnan. 
27°53′57″N 102°16′12″Ø / 27.89917°N 102.27000°Ø